# John T. Connor

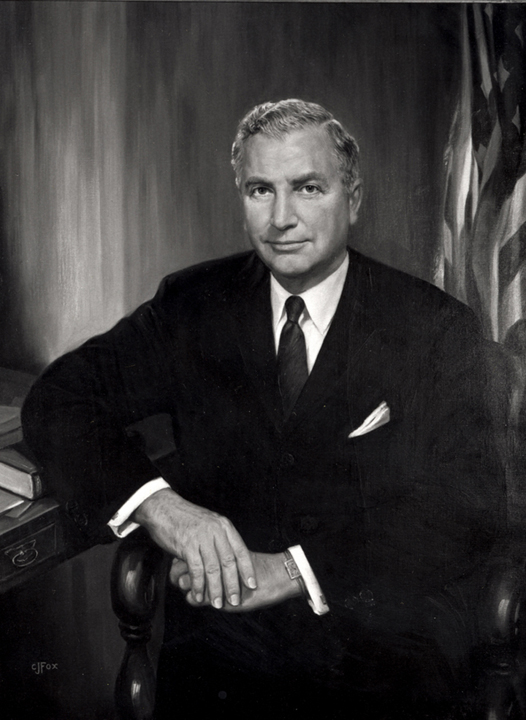
John T. Connor

John Thomas „Jack“ Connor (* 3. November 1914 in Syracuse, New York; † 6. Oktober 2000 in Boston, Massachusetts) war ein US-amerikanischer Manager und Politiker.

## Biografie
Connor wurde 1942 zunächst Leiter der Rechtsabteilung des Office of Scientific Research and Development (OSRD) unter der Leitung von Vannevar Bush. In dieses Ressort fiel dabei auch die Aufstellung eines Forschungsprogramms sowie die Herstellung von Penicillin. Während des Zweiten Weltkrieges diente er als Nachrichtenoffizier des United States Marine Corps im Pazifik. Nach seiner Rückkehr wurde er Manager beim Pharmaunternehmen Merck & Co. und stieg dort 1955 zum Präsidenten und CEO auf.
Am 18. Januar 1965 berief ihn US-Präsident Lyndon B. Johnson als Handelsminister (Secretary of Commerce) in sein Kabinett. In seine Amtszeit fiel dabei die Abgabe mehrerer Behörden des Ministeriums in den Zuständigkeitsbereich des neu geschaffenen Verkehrsministeriums (Department of Transport) unter Alan Stephenson Boyd. Am 31. Januar 1967 trat er als Handelsminister zum einen wegen Meinungsverschiedenheiten mit Präsident Johnson zurück, insbesondere wegen seiner beginnenden ablehnenden Haltung zum Vietnamkrieg.
Ein anderer Grund für seinen Rücktritt war die Übernahme des Amtes des Präsidenten von Allied Chemical. Später war er bis 1979 Vorsitzender und CEO von Allied Chemical, dem späteren AlliedSignal. In den 1970er Jahren setzte er als Vorsitzender des Komitees von Wirtschaftsmanagern (Committee of Business Executives against the Vietnam War) sein Engagement gegen den Vietnamkrieg fort.